# Coward
Coward – miasto w Stanach Zjednoczonych, w stanie Karolina Południowa, w hrabstwie Florence.